# Metallostichodes bicolorella
Metallostichodes bicolorella is een vlinder uit de familie snuitmotten (Pyralidae). De wetenschappelijke naam is voor het eerst geldig gepubliceerd in 1864 door Heinemann.
De soort komt voor in Europa.